# Geisel Library
De Geisel Library is het bibliotheekgebouw van de Universiteit van Californië-San Diego in La Jolla, San Diego, Californië. Het brutalistiche gebouw is een symbool van de universiteit en wordt gebruikt als logo. Het gebouw van architect William Pereira is geopend in 1970. Het werd in 1995 vernoemd naar de illustrator Theodor Seuss Geisel.

## Fotogalerij

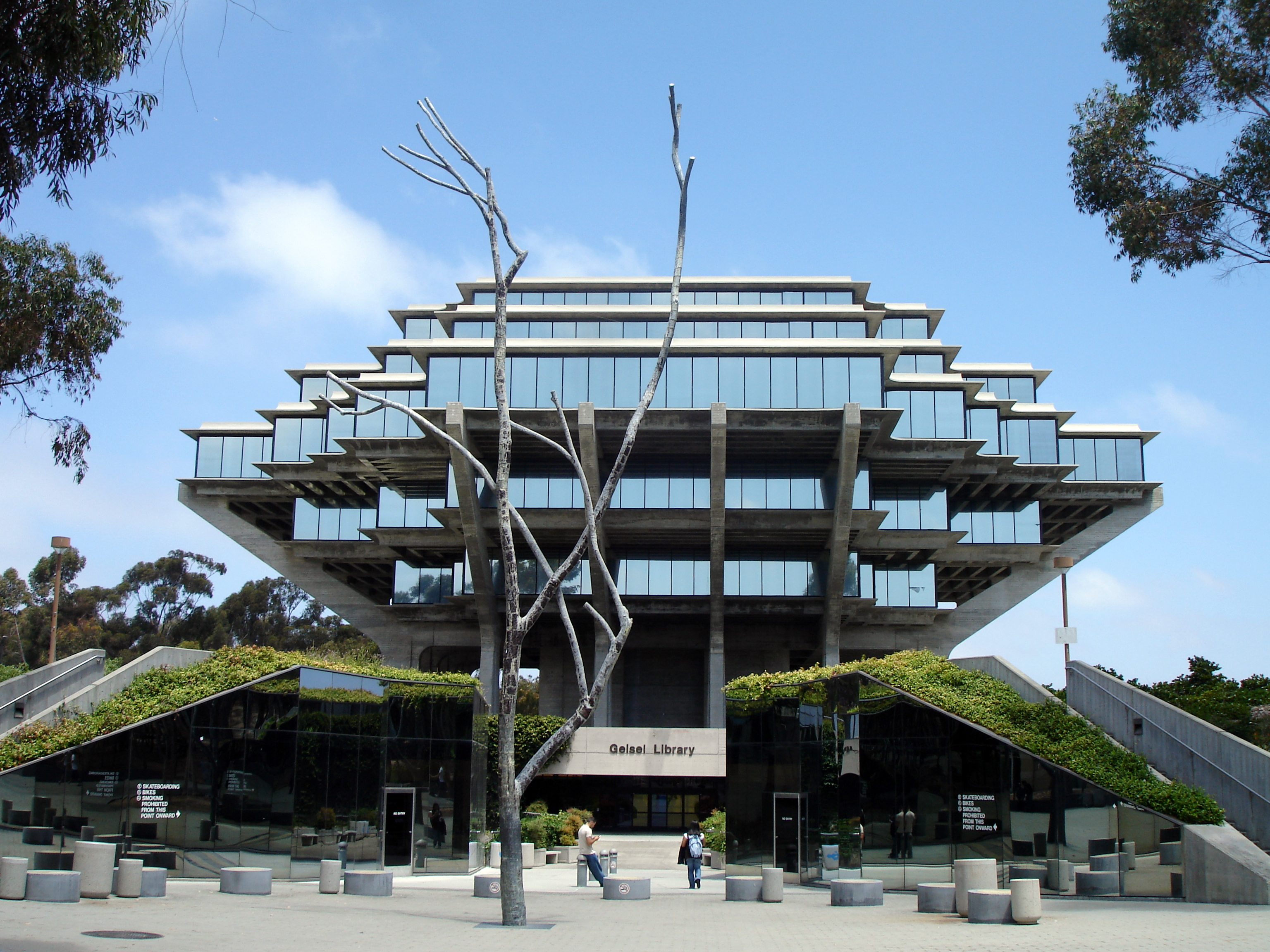
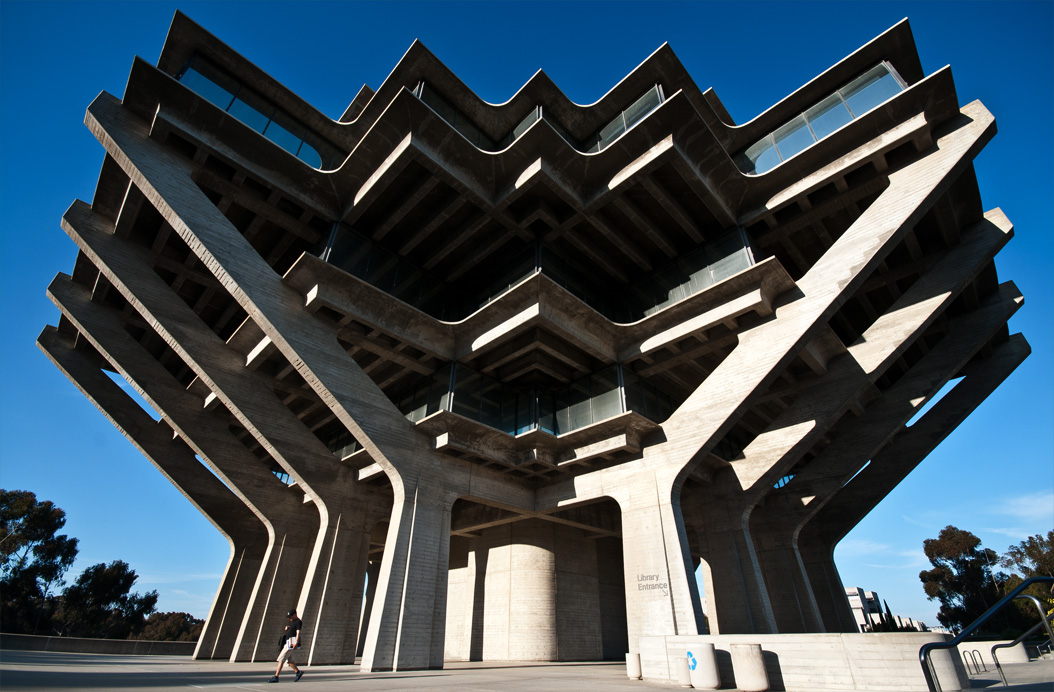
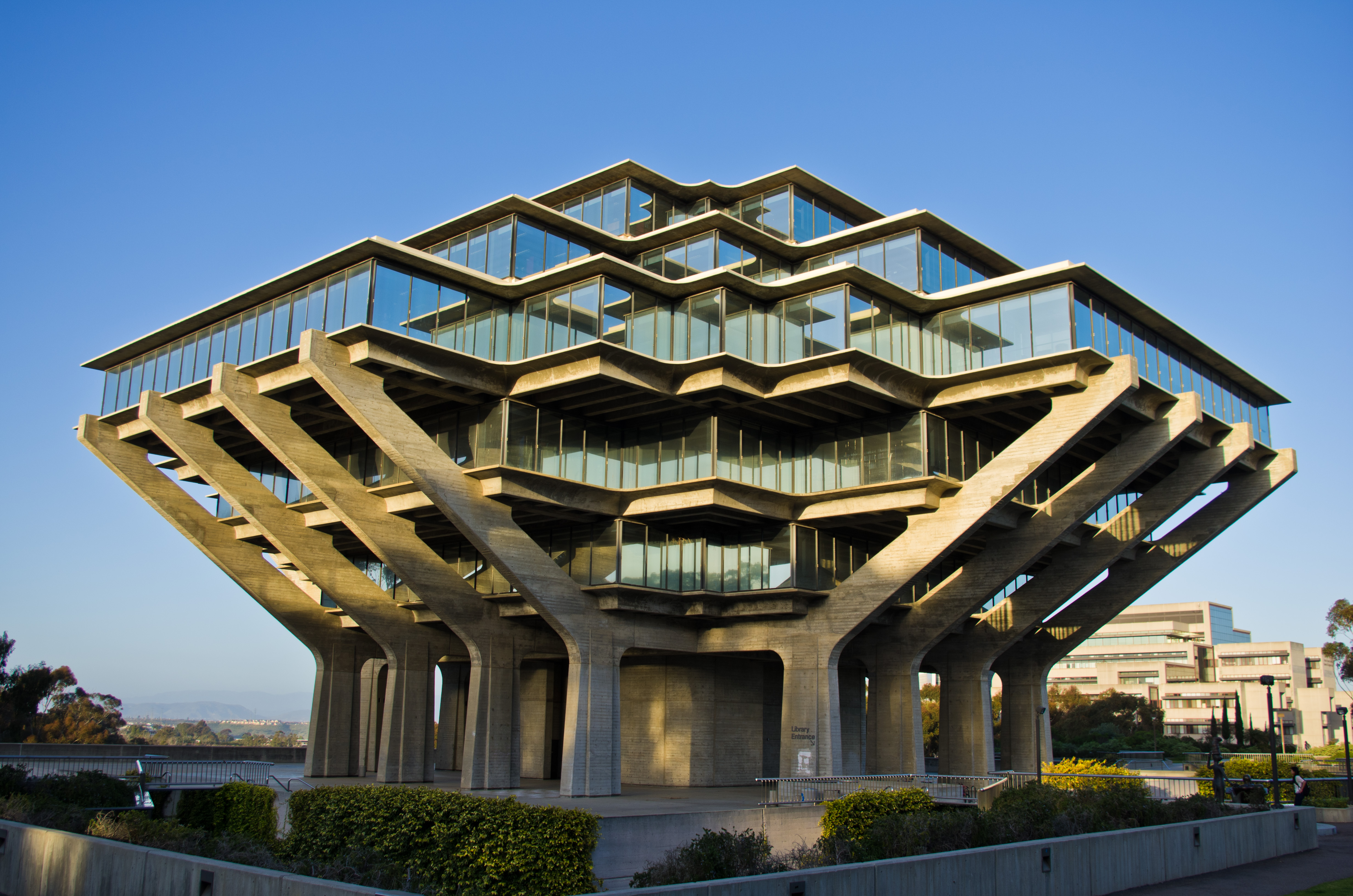
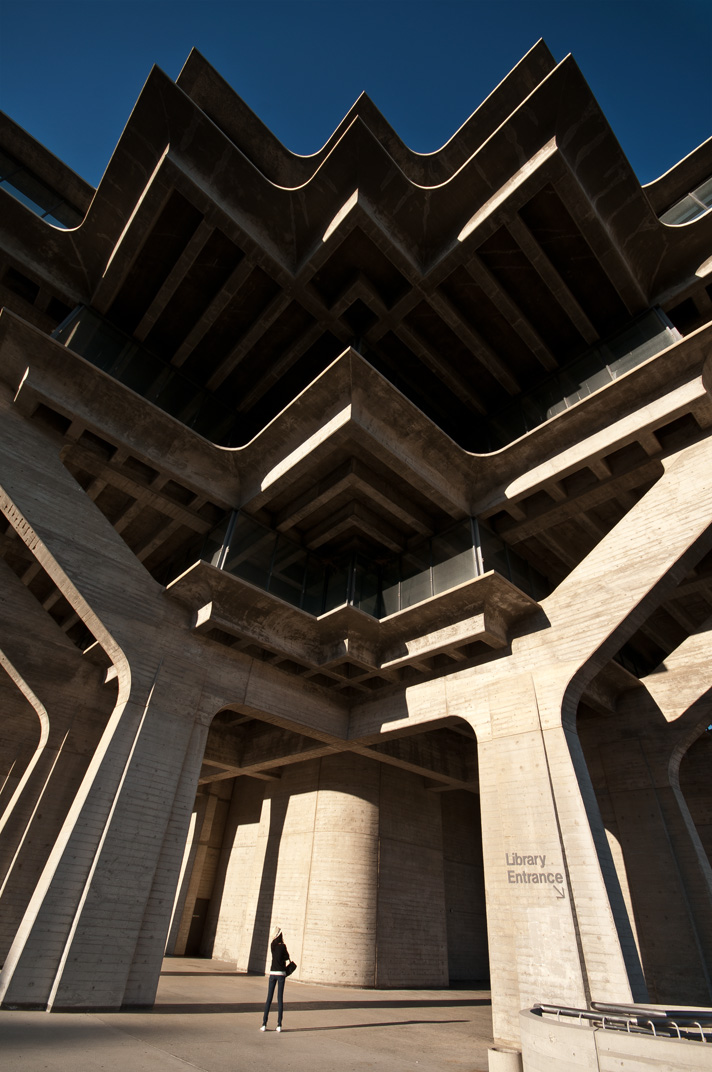
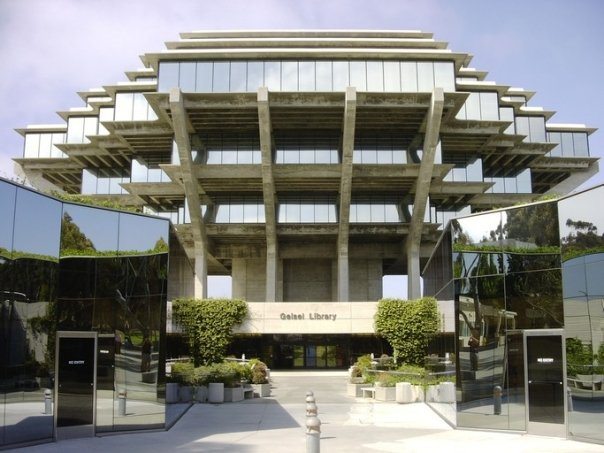